# Deutschhaus-Gymnasium
Das Deutschhaus-Gymnasium, anfangs Gymnasium am Zeller Berg, wurde 1975 als erstes Landkreis-Gymnasium in Würzburg im Stadtteil Mainviertel gegründet. Es bietet einen neusprachlichen und einen naturwissenschaftlich-technologischen Zweig. Eine Besonderheit ist die Hochbegabtenförderung in separaten Modellklassen sowie Sportklassen. Seit dem Schuljahr 2010/11 wird ein Ganztagszug in gebundener Form geführt. Die Schule wurde in Anlehnung an den deutschen Orden und die gegenüberliegende Deutschhaus-Kirche benannt.

## Lage
Das Deutschhaus-Gymnasium befindet sich im Mainviertel am Fuß des Festungsberges gegenüber der Deutschhaus-Kirche und dem Amt für Ländliche Entwicklung.

## Chronik
Bauherr des 1972 auf dem Gelände des ehemaligen Bauchskeller in der Zeller Straße entstandenen Gebäudes der das Röntgen-Gymnasium Würzburg entlastenden Schule war der Landkreis Würzburg. Armin Hackl leitet die Schule von 1999 bis 2008. Zu Beginn des Schuljahres 2008/09 übernahm Norbert Baur, der zuvor bereits als Lehrer am Gymnasium tätig war, das Amt des Schulleiters. Im Jahr 2013 wurde die Schule in das nationale Exzellenz-Netzwerk MINT-EC aufgenommen. Zu Beginn des Schuljahres 2015/16 übernahm Michael Schmitt das Amt des Schulleiters.

## Schulgelände
Der Altbau der Schule ist im Stil der 1970er Jahre erbaut und wurde in den vergangenen Jahren sowohl energetisch als auch optisch renoviert. Der Neubau, der am 13. März 2008 eingeweiht wurde, ist mit einer Kupfer-Glas-Fassade versehen. Das vollständig erneuerte Sportgelände mit Dreifachhalle liegt neben dem benachbarten Schwimmbad Nautiland und der Eisbahn in den Grünanlagen der barocken Stadtbefestigung.

## Besonderheiten
Das Deutschhaus-Gymnasium ist ein naturwissenschaftlich-technologisches (NTG) und sprachliches (SG) Gymnasium. Die erste Fremdsprache in beiden Ausbildungsrichtungen ist Englisch. Ab der 6. Jahrgangsstufe lernen die Schüler Latein oder Französisch (ausgenommen Modellklasse: NTG ohne Latein), ab der 8. Jahrgangsstufe erfolgt die Aufteilung in NTG und SG (auch für die Sportförderung). Die Schüler können sich entweder für den naturwissenschaftlich-technologischen (mehr Naturwissenschaften) oder sprachlichen (mehr Sprachen) Zweig entscheiden (sprachlicher Zweig: Fremdsprachenfolge Englisch, Latein, Französisch, Latein oder Spanisch).
Modellklassen für hochbegabte Schüler
Seit dem Schuljahr 2001/02 führt das Deutschhaus-Gymnasium pro Jahrgang (inzwischen 5. bis 12. Jahrgangsstufe) eine Klasse für hochbegabte bzw. besonders begabte Schüler und war damit das zweite bayerische Gymnasium, das im Auftrag des bayerischen Kultusministeriums Hochbegabte förderte.
Der Unterricht in den Modellklassen baut auf dem Lehrplan und den Strukturen der naturwissenschaftlich-technologischen Ausbildungsrichtung des bayerischen Gymnasiums auf; die Stoffbehandlung wird zum Teil zeitlich gestrafft (Akzeleration) und um folgende Inhalte erweitert:
- eine dritte Fremdsprache
- einen philosophisch-geisteswissenschaftlichen Schwerpunkt (u. a. mit dem Fach „Europäisches Denken“)
- verpflichtende Angebote zur Förderung der sozialen und personalen Kompetenz (z. B. in den Fächern „Kreatives Gestalten“ und „Personale Kompetenz“)

Auf Unterrichtsformen, die das selbständige Arbeiten fördern (u. a. Projekt- und Selbstlernzeiten), wird in den Modellklassen besonderer Wert gelegt.
Die Schüler müssen außerdem pro Schuljahr ab Jahrgangsstufe 7 einen zusätzlichen Wahlkurs belegen. Ab der 8. Klasse beschäftigen sie sich zudem in einem frei gewählten Fach pro Schuljahr vertieft über die Dauer von sechs Monaten mit einem Thema und fertigen hierzu eine Projektarbeit an. In der Oberstufe ist eine verstärkte Zusammenarbeit mit der Julius-Maximilians-Universität Würzburg (z. B. in Form des sogenannten Frühstudiums) vorgesehen.
Dem Modellprojekt zugrunde liegen soll außerdem eine intensive Zusammenarbeit zwischen Eltern, Schülern und Lehrkräften. So hat z. B. jeder Schüler einen Kontaktlehrer (eine Art Mentor), mit dem er sich regelmäßig trifft und bespricht.
Die Schüler der Modellklassen für die 5. Jahrgangsstufe werden durch ein Aufnahmeverfahren ausgewählt. Das Aufnahmeverfahren schließt eine psychologische Diagnostik sowie einen Probeunterricht (die sogenannten Kennenlerntage) ein. Auch ein Quereinstieg in höhere Jahrgangsstufen ist möglich.

### Kulturnacht
Einmal im Jahr findet eine Kulturnacht statt, bei der unter anderem die verschiedenen Intensivierungskurse ihre Ergebnisse präsentieren, Musikstücke vom Chor vorgetragen oder Theaterstücke aufgeführt werden.

### Sport
Die Schule zeichnete sich in den letzten Jahren als eine erfolgreichsten bayerischen bzw. eine der erfolgreichsten deutschen Ruderschulen aus.
Im Jahr 2011 gewann ein Team der Schule den Bundessieg im Basketball in der Altersklasse WK 3.
Die Schule hat ein Sportförderkonzept mit Breitensport in der Unterstufe, Sportklassen für Leistungssport in der Mittelstufe und der Schüler-Sport-Akademie in der Oberstufe entwickelt. Ab dem Schuljahr 2012/13 kommt in den Sportklassen zu den Sportarten Basketball, Rudern und Schwimmen auch Fußball hinzu. Das Gymnasium kooperiert dabei mit verschiedenen Sportvereinen.
Die Aktion „Lebenslauf“ der Fachschaft Sport erbrachte 2011 für UNICEF eine Spendensumme von 20.000 Euro; das Projekt wurde 2015 mit ähnlichem Erfolg wiederholt.

### Mathematik
Beim Landeswettbewerb Mathematik Bayern wurde das Deutschhaus-Gymnasium mehrfach als eine der am besten abschneidenden Schulen prämiert. 2009 erhielt die Schule den 1. Preis. 1999, 2007, 2008 und 2010 konnte jeweils ein 2. Preis errungen werden. 1999 konnten sich Elschad Schirinow und Ulrich Seubert für das Ferienseminar in Pegnitz qualifizieren. 2009 erhielten Fabian Kraus und Alexander Wiegand eine Einladung, im Jahr darauf zusätzlich auch Jan Penquitt und Oliver Mehling.

### Übergang Schule-Hochschule
Die Schule kooperiert mit zahlreichen externen Partnern und hat mit Einführung der neuen gymnasialen Oberstufe ab 2009 verschiedene Modelle eines begleiteten Übergangs vom Gymnasium zur Hochschule entwickelt. In der Schülerakademie Kommunikation, Information, Organisation (SAKIO) besuchen jeweils 15 Schüler der Oberstufenjahrgänge universitäre Lehrveranstaltungen anstelle von Schulunterricht und bringen ihre dort erbrachten Leistungen sowohl in das Abitur als auch in ein wirtschaftswissenschaftliches Bachelor-Studium ein. Das Projekt startete im Jahr 2010. Partner des blended-learning-Projekts sind die wirtschaftswissenschaftliche Fakultät der Universität Würzburg und europafels.

### SMV
Die Schüler mit Verantwortung (alternativ auch Schüler mit Visionen) organisierten am 10. Oktober 2009 erstmals einen Schulball. Dieser fand in Zusammenarbeit mit dem Matthias-Grünewald-Gymnasium statt. Der Ball stand unter dem Motto „Tanz für die Welt“, das aus dem Hintergrund resultierte, dass der Erlös in Höhe von 1200 € einem Projekt in Tansania gespendet wurde.

## Kontroverse um Kleiderordnung
Aufsehen und bundesweite Berichterstattung erregte die Schule im Mai 2015, als sie eine neue Kleiderordnung festlegte, die das Tragen von Kopfbedeckungen jeglicher Art, T-Shirts mit anstößigen Aufdrucken sowie  Tank Tops und Hot Pants grundsätzlich untersagte.

## Bekannte Schüler
- Jürgen L. Müller (* 1963), Neurologe und Psychiater, Chefarzt für forensische Psychiatrie und Psychotherapie in Göttingen.
- Ferdinand Wollenschläger (* 1976), deutscher Rechtswissenschaftler
- Maximilian Kleber (* 1992) (Abitur 2011), deutscher Basketballspieler[12]
- Maximilian Ugrai (* 1995) (Abitur 2014), deutscher Basketballspieler
- Leonie Antonia Beck (* 1997), deutsche Schwimmerin[13]
- Leonie Ebert (* 1999), deutsche Fechterin[14]

## Bekannte Lehrer
- Andreas Zierl (* 1961), Altphilologe
- Maria Eisenmann (* 1966), Didaktikerin
- Roland Händle (* 1967), Ruderer